# Замликів
Замликів, Замликом — річка в Україні, в Олевському районі Житомирської області. Права притока Уборті (басейн Прип'яті).

## Опис
Довжина річки 16 км. Площа басейну 68,9 км².

## Розташування
Бере початок на сході від Кишина. Тече переважно на північний захід і в Олевську впадає у річку Уборть, праву притоку Прип'яті. 
Річку перетинає автомобільна дорога Т 0605.